# Manilkara staminodella
Manilkara staminodella är en tvåhjärtbladig växtart som beskrevs av Charles Louis Gilly. Manilkara staminodella ingår i släktet Manilkara och familjen Sapotaceae. Inga underarter finns listade i Catalogue of Life.